# Модан (кантон)
Модан — кантон, розташований у департаменті Савоя та регіоні Овернь-Рона-Альпи.

## Географія
Кантон Модан розташований у долині Мор'єн, у південній частині департаменту Савоя, неподалік від тунелю Фрежюс.

## Історія
У рамках кантонального перерозподілу 2014 року кантон Модан розширився шляхом злиття з сусідніми кантонами Сен-Мішель-де-Морієн на заході та Ланслебур-Мон-Сені на сході.
Новий кантон назавжди замінює три попередні кантони після виборів департаментів 2015 року.